# Svetlana Aleksiévich
Svetlana Aleksándrovna Aleksiévich o Svetlana Alexándrovna Alexiévich (Aleksiévič, transliterado del ruso Светла́на Алекса́ндровна Алексие́вич, en bielorruso Святлана Аляксандраўна Алексіевіч, transcrito como Sviatlana Aliaksándrauna Alieksiyévich) (Stanislav, RSS de Ucrania, Unión Soviética, 31 de mayo de 1948), es una escritora y periodista bielorrusa, de lengua rusa, galardonada con el Premio Nobel de Literatura en 2015.

## Biografía

### Infancia
Hija de maestros, el padre fue bielorruso y la madre ucraniana, Aleksiévich nació en el pueblo de Stanislav —actual Ivano-Frankovsk— en la RSS de Ucrania, pero se crio en la RSS de Bielorrusia. Estudió periodismo en la Universidad de Minsk, desde 1967, y al graduarse marchó a la ciudad de Biaroza, en el óblast de Brest, para trabajar en el periódico y en la escuela locales como profesora de historia y de alemán. Durante ese tiempo se debatió entre la tradición familiar de trabajar en la enseñanza o dedicarse al periodismo, su vocación personal.

### Periodismo, literatura y actividad política

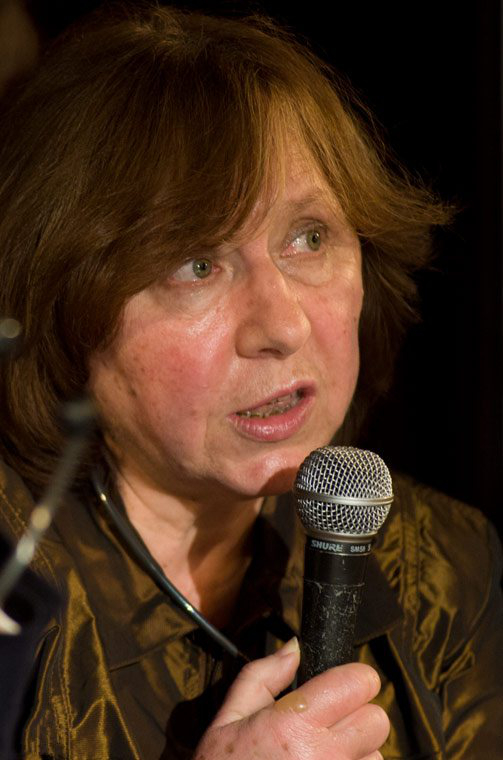
Svetlana Aleksiévich durante un debate en el Salón Rojo de Berlín, 8 de febrero de 2011.

Inició como reportera en la prensa de Narowla, en el óblast o provincia de Gómel. Desde sus días de escuela había escrito poesía y artículos para la prensa escolar y también en la revista literaria Neman de Minsk, donde publicó sus primeros ensayos, cuentos y reportajes.
El escritor bielorruso Alés Adamóvich fue una influencia central para inclinarla a la literatura, particularmente a través de un nuevo género de escritura polifónica, que denominó «novela colectiva», «novela-oratorio», «novela-evidencia» o «coro épico», entre otras fórmulas. En sus textos a medio camino entre la literatura y el periodismo usa la técnica del collage que yuxtapone testimonios individuales, con lo que consigue acercarse más a la sustancia humana de los acontecimientos. Para esto tuvo que transformarse en viajera y visitar casi toda la Unión Soviética. Usó este estilo en su primer libro La guerra no tiene rostro de mujer (1985), en el que, a partir de entrevistas, abordó el tema de las rusas que participaron en la II Guerra Mundial. El estreno de la adaptación teatral en Moscú supuso un gran antecedente en la glásnost, o apertura del gobierno soviético, iniciada por su dirigente Mijaíl Gorbachov. Alés Adamóvich y Vasil Bykaŭ son las más importantes influencias que la propia escritora ha reconocido en su obra.
En Tsínkovyie málchiki (Los chicos de zinc, traducida a veces como Ataúdes de zinc, 1989) compila un mosaico de testimonios de madres de soldados soviéticos que participaron en la Guerra de Afganistán; en Zacharóvannye smertiu (Cautivos de la muerte, 1993), ofrece la visión de aquellos que no pudieron sobrevivir a la idea de la caída del gobierno soviético y se suicidaron. Voces de Chernóbil (1997), uno de los pocos libros suyos traducidos al castellano (2006) antes de ganar el premio Nobel, expone el heroísmo y sufrimiento de quienes se sacrificaron en la catástrofe nuclear de Chernóbil. Actualmente, ha sido traducido a veinte idiomas, y todavía sigue prohibido en Bielorrusia. En su última obra, Época del desencanto. El final del homo sovieticus, publicado a la vez en alemán y en ruso en 2013, procura hacer un retrato generacional de todos los que vivieron la dramática caída del estado comunista soviético. También ha compuesto numerosos guiones para documentales y varias obras de teatro.
Su obra es una crónica personal de la historia de los hombres y mujeres soviéticos y postsoviéticos, a los que entrevistó para sus narraciones durante los momentos más dramáticos de la historia de su país, como por ejemplo la II Guerra Mundial, la Guerra de Afganistán, la caída de la Unión Soviética y el accidente de Chernóbil. Enfrentada al gobierno y la censura del presidente de Bielorrusia, Aleksandr Lukashenko, abandonó Bielorrusia en el año 2000 y estuvo viviendo en París, Gotenburgo y Berlín. En 2011, Aleksiévich volvió a Minsk. Varios libros suyos fueron publicados en Europa, Estados Unidos, China, Vietnam e India. 
En 2015 recibió el Premio Nobel de Literatura, por su obra ser considerada "un monumento al valor y al sufrimiento de nuestro tiempo". Es la primera escritora de no ficción con este premio en más de medio siglo.
En las elecciones presidenciales en Bielorrusia de 2020 Aleksiévich apoyó públicamente a la opositora Tijanóvskaya y recordó que cuando escribió un libro sobre el papel de la mujer en la Segunda Guerra Mundial comprendió que las mujeres son "la vanguardia de la sociedad". El 12 de agosto de 2020, Aleksiévich hizo un llamamiento a Aleksandr Lukashenko para que abandone el poder: "¡Vete antes de que sea tarde, antes de que hundas al pueblo en un terrible abismo, el abismo de la guerra civil! ¡Vete!".
Aleksiévich abandonó Bielorrusia nuevamente en septiembre de 2020 con ayuda de diplomáticos de varios países, luego de anunciar en la prensa que estaba siendo vigilada por las fuerzas de seguridad del gobierno bielorruso. Vive en Berlín desde entonces.
En agosto de 2021, su libro Últimos testigos fue retirado del programa escolar en Bielorrusia y su nombre desapareció del mismo. Se supuso que la exclusión se había producido por su actividad política.

## Obras

### Ciclo artístico-documental "Voces de la utopía"
- 1985: La guerra no tiene rostro de mujer (У войны не женское лицо). Editorial Debate, 2015.
- 1985: Últimos testigos. Los niños de la Segunda Guerra Mundial (Последние свидетели (сто недетских рассказов)). Editorial Debate, 2016.[14]
- 1989: Los muchachos de zinc. Voces soviéticas de la Guerra de Afganistán (Цинковые мальчики). Editorial Debate, 2016[14]
- 1994: Fascinados por la muerte (Зачарованные смертью). No traducido al español.
- 1997: Voces de Chernóbil. Crónica del futuro (Чернобыльская молитва: Хроника будущего). Casiopea, 2002; Siglo XXI, 2006; Debolsillo, 2015; Debate, 2015.[15][16]
- 2013: El fin del "Homo sovieticus" (Время секонд хэнд). Acantilado, 2015. Traducción al español de Jorge Ferrer.

### Adaptación teatral
- La guerra no tiene rostro de mujer, estrenada en el Teatro de la Taganka (Moscú) en 1985.

## Premios
Desde 1996 ha recibido numerosos premios internacionales, entre otros:
- 1996: Ryszard-Kapuściński, Polonia
- 1999: Premio Herder, Austria
- 2005: Premio del Círculo de Críticos Nacional del Libro, Estados Unidos
- 2013: Premio de la Paz del Comercio Librero Alemán
- 2013: Premio Médicis de Ensayo, Francia
- 2015: Premio Nobel de Literatura, por 'su obra polifónica' que, de acuerdo con el jurado, es un monumento al valor y al sufrimiento en nuestro tiempo.[6]
- 2021: Premio Sonning, Dinamarca[17]
- 2021: Orden del Mérito de la República Federal de Alemania[18]
- 2022: Premio Internacional Cataluña[19]
- 2022: Doctorado honoris causa, Facultad de Ciencias de la Información, Universidad Complutense de Madrid, España[20]